# Morski Dywizjon Żandarmerii

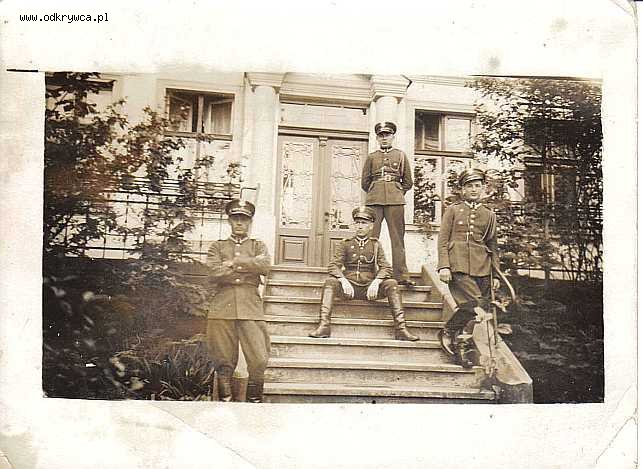
Żandarmi na schodach swojej siedziby Gdynia ul. Morska 7 (zdjęcie sprzed 1939 r.)

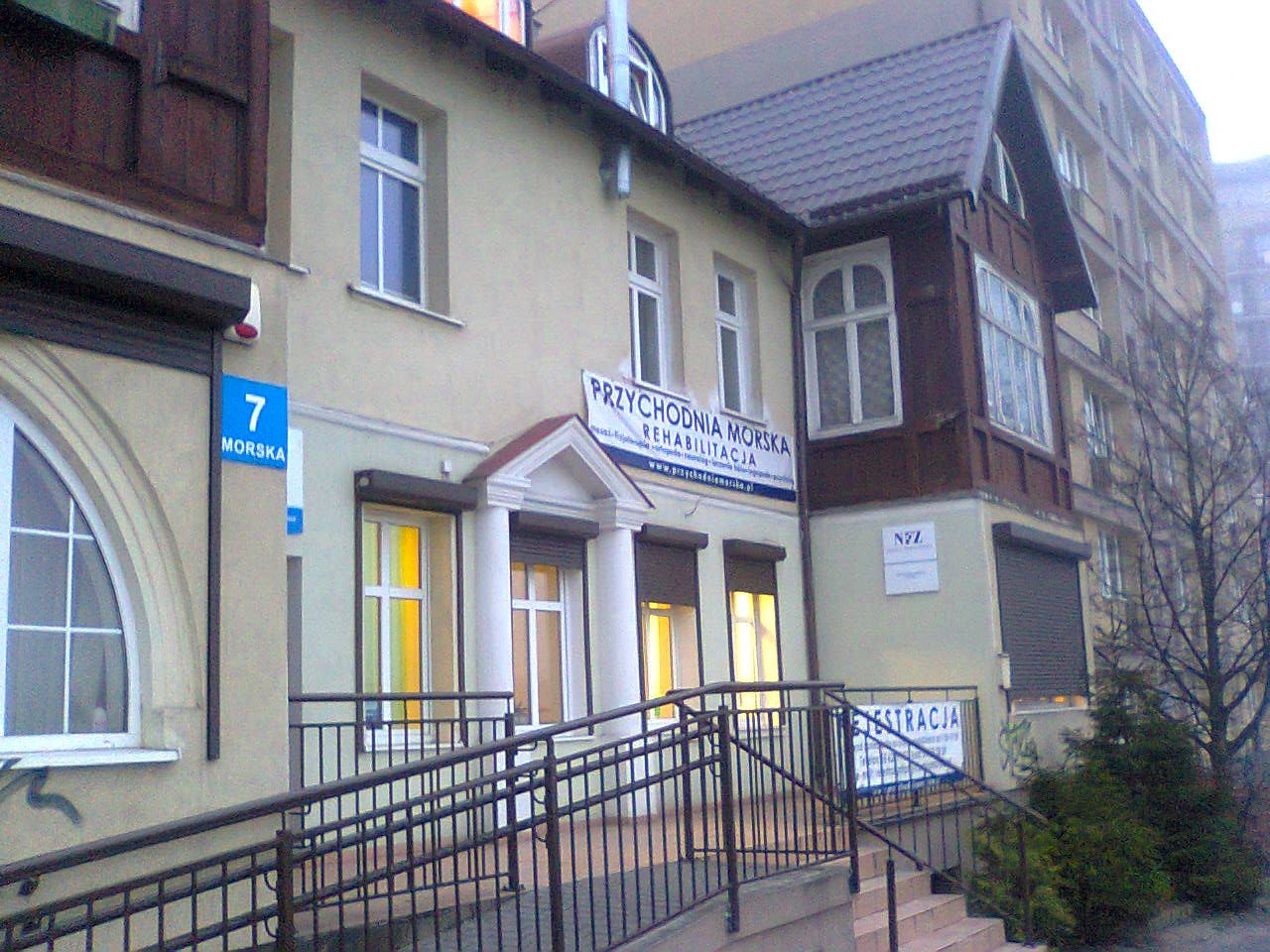
Gdynia ul. Morska 7. Przedwojenna siedziba 3 plutonu Morskiego Dywizjonu Żandarmerii.

Morski Dywizjon Żandarmerii (mors. dżand.) – pododdział żandarmerii Wojska Polskiego.

## Historia dywizjonu
Morski Dywizjon Żandarmerii był jednostką wojska utrzymywaną z budżetu Marynarki Wojennej. Wraz z podporządkowanymi pododdziałami stacjonował na terenie Obszaru Nadmorskiego. Dowódca dywizjonu pełnił równocześnie funkcję szefa żandarmerii w Dowództwie Floty.
Oddziałem gospodarczym dla dowództwa dywizjonu oraz 1 i 3 plutonu był 1 Morski Dywizjon Artylerii Przeciwlotniczej w Gdyni, natomiast dla 2 plutonu Dywizjon Artylerii Nadbrzeżnej w Helu. Zaopatrzenie w przedmioty mundurowe dla całego dywizjonu leżało w gestii 2 Morskiego Batalionu Strzelców.
Jednostka nie posiadała sztandaru i odznaki pamiątkowej. Oficerowie i podoficerowie mogli otrzymać odznakę pamiątkową Żandarmerii. W 1939 roku zamierzano wprowadzić do użytku „Znak Służbowy Żandarmerii”. Znaki miały być numerowane. Dla morskiego dywizjonu żandarmerii przewidziano numery od 11.000 do 11.999. Święto obchodzono 13 czerwca.
Morski Dywizjon Żandarmerii był jednostką mobilizującą. Zgodnie z planem mobilizacyjnym „W” dywizjon mobilizował w grupie jednostek oznaczonych kolorem zielonym:
- dowództwo morskiego dywizjonu żandarmerii w Gdyni (pozostawało na etacie pokojowym),
- 1 morski pluton żandarmerii w Gdyni Oksywiu według organizacji wojennej krajowego plutonu żandarmerii,
- 2 morski pluton żandarmerii w Helu według organizacji wojennej plutonu pieszego żandarmerii,
- 3 morski pluton żandarmerii w Gdyni według organizacji wojennej krajowego plutonu żandarmerii,
- Dowództwo grupy fortyfikacyjnej nr 83 w Gdyni[3].

11 czerwca 2015 roku Wydział Żandarmerii Wojskowej w Gdyni otrzymał imię majora Bolesława Żarczyńskiego oraz przejął dziedzictwo tradycji Morskiego Dywizjonu Żandarmerii w Gdyni.

## Organizacja pokojowa i obsada personalna morskiego dywizjonu w 1939
Dowództwo Morskiego Dywizjonu Żandarmerii w Gdyni Oksywiu, budynek nr 48
- dowódca - mjr żand. Władysław Hercok
- oficer śledczy - kpt. żand. Wilhelm Szaffer

1 Morski Pluton Żandarmerii Gdynia Oksywie, budynek nr 42
- dowódca plutonu - por. żand. Marian Litwiniak

2 Morski Pluton Żandarmerii Hel, ul. Wiejska 52a
- dowódca plutonu - kpt. żand. Bolesław Żarczyński
- Posterunek Żandarmerii Puck przy Morskim Dywizjonie Lotniczym

3 Morski Pluton Żandarmerii Gdynia, ul. Morska 7
- dowódca plutonu - por. żand. Adam Krzywicki
- Posterunek Żandarmerii Wejherowo